# Joseph Jackson
Joseph Walter "Joe" Jackson (n. 26 iulie 1928, Fountain Hill⁠(d), Arkansas, SUA – d. 27 iunie 2018, Las Vegas, Nevada, SUA) a fost fondatorul formației The Jackson 5, fiind cunoscut mai ales ca fiind tatăl și managerul artistului Michael Jackson, care a fost vedeta formației înființate de tatăl său.